# Der Ring (Musical)
Der Ring ist ein Musical von Frank Nimsgern und Daniel Call, basierend auf Richard Wagners Ring des Nibelungen.
Das Stück wurde 2007 in Bonn uraufgeführt und seitdem in Saarbrücken (2008) gezeigt. In einer Neuinszenierung kam es 2016 ans Theater Hof. Im Oktober 2018 wurde es in Ludwigs Festspielhaus in Füssen gezeigt, dort war das Stück im Herbst 2019 erneut zu sehen.

## Handlung
Ein alter Mythos, neu und heutig erzählt: Die Götter geben den Menschen Gold, um sie zu prüfen und pflanzen damit die Habgier in ihre Herzen.
Angesichts der Kriege, die aus Neid und Hass entstehen, entziehen die Götter den Menschen die Schätze und versenken sie in den Tiefen des Rheins, bewacht von himmlischen Töchtern.
Doch es gelingt dem Zwerg Alberich, die Rheintöchter zu überlisten und in den Besitz des Rheingolds mitsamt dem sagenhaften Ring der Macht zu gelangen.
Er begründet eine Schreckensherrschaft in Nibelheim, was wiederum Wotan, den Göttervater, auf den Plan ruft.
Denn der braucht den Schatz, um die Riesen auszuzahlen, die gerade seinen Altersruhesitz Walhall fertig gebaut haben.
Wotan nimmt dem Zwerg den Ring ab, doch Alberich baut in seiner Schmiede einen Edelmenschen aus Eisen und Stahl: Siegfried. Der soll ihm den Ring zurückbringen…

## Besetzung
| Premieren-Besetzung, Bonn 2007 | Premieren-Besetzung, Bonn 2007                   |
| ------------------------------ | ------------------------------------------------ |
| Alberich                       | Darius Merstein-MacLeod                          |
| Wotan                          | Karim Khawatmi                                   |
| Siegfried                      | Marcus Hezel                                     |
| Brunhild                       | Aino Laos                                        |
| Rheintöchter                   | Judith Jakob Misha Kovar Maricel Stephanie Theiß |

| Original-Besetzung, Saarbrücken 2008 | Original-Besetzung, Saarbrücken 2008             |
| ------------------------------------ | ------------------------------------------------ |
| Alberich                             | Mischa Mang                                      |
| Wotan                                | Karim Khawatmi                                   |
| Siegfried                            | Marcus Hezel Stefan Reil                         |
| Brunhild                             | Aino Laos                                        |
| Rheintöchter                         | Judith Jakob Misha Kovar Maricel Stephanie Theiß |

| Original-Besetzung Neuinszenierung, Hof 2016 | Original-Besetzung Neuinszenierung, Hof 2016 |
| -------------------------------------------- | -------------------------------------------- |
| Alberich                                     | Chris Murray                                 |
| Wotan                                        | Christian Venzke                             |
| Siegfried                                    | Christopher Brose                            |
| Brunhild                                     | Zodwa Selele                                 |
| Zärtlichkeit                                 | Jessica Kessler/Julia Berger                 |
| Lust                                         | Cornelia Löhr/Miriam Schwan                  |
| Schmerz                                      | Georgia M.Reh                                |

| Original-Besetzung Neuinszenierung, Füssen 2018 | Original-Besetzung Neuinszenierung, Füssen 2018 |
| ----------------------------------------------- | ----------------------------------------------- |
| Alberich                                        | Chris Murray (Marcus G. Kulp)                   |
| Wotan                                           | Jan Ammann (Marcus G. Kulp)                     |
| Siegfried                                       | Christopher Brose (Marcus G. Kulp)              |
| Brunhild                                        | Anke Fiedler                                    |
| Zärtlichkeit                                    | Kathy Savannah Krause                           |
| Lust                                            | Kristin Backes                                  |
| Schmerz                                         | Stefanie Gröning                                |

Quelle: musicalzentrale.de